# Luiz Felipe Scolari
Luiz Felipe Scolari, född 9 november 1948 i Passo Fundo i Rio Grande do Sul, är en brasiliansk fotbollstränare som sedan 2020 är anställd som manager för Cruzeiro. Scolari ledde det brasilianska landslaget till finalen i VM-slutspelet 2002 och vann guldet.
2003 anställdes Scolari som förbundskapten för det portugisiska landslaget och redan året därpå hade han lett fram laget till finalen i EM 2004. Felipão hade chansen att frälsa Portugal på egen hemmaplan, men i finalen blev Grekland för svåra. Han ledde även laget under EM 2008 men lämnade sitt jobb efter att ha blivit utslaget av Tyskland.
Efter att Portugal slagit ut i kvartsfinalen tog "Big Phil" över tränarposten hos Chelsea som efterträdare till den redan avskedade israelen Avram Grant.
Scolaris släkt härstammar från Veneto i Italien och därför har Scolari nu också ett italienskt medborgarskap.
Måndagen den 9 februari 2009 gick Scolari i sina föregångares fotspår. Han blev då sparkad som Chelseas manager på grund av alltför dåliga resultat. 0-0 hemma mot Hull lördagen den 7 februari blev sista insatsen för Luiz Felipe Scolari på Stamford Bridge. I Ligacupen blev det uttåg mot Burnley FC.
Mellan den 8 juni 2009 och den 29 maj 2010 tränade Scolari uzbekiska FC Bunyodkor där brasilianen Rivaldo spelade.
Från 2012 blev Scolari åter förbundskapten för det brasilianska landslaget. Han lyckades vinna Confederations Cup 2013 efter att ha vunnit finalen med 3-0 mot Spanien. I VM 2014 på hemmaplan lyckades han ta Brasilien till semifinal för första gången på 12 år, men förlorade med 1-7 mot Tyskland. Efter uttåget meddelade Scolari att han avgår från tränarposten.